# Jaden Michael
Jaden Michael (* 5. Oktober 2003 in New York) ist ein US-amerikanischer Filmschauspieler.

## Leben
Jaden Michael wurde 2003 in New York geboren und wuchs hier auch auf. Seine Familie stammt aus der Dominikanischen Republik.
Im Jahr 2009 hatte er in dem Kurzfilm Love Seat von Jennie Allen einen ersten Auftritt und spielte Bumblebee. In dem Film Wonderstruck von Todd Haynes, der im Mai 2017 bei den Filmfestspiele von Cannes seine Premiere feierte, war er in der Rolle von Jamie zu sehen. Seit 2021 spielt Michael in der Netflix-Serie Colin in Black & White den Footballer Colin Kaepernick in jungen Jahren, wie er als gemischtrassiges Kind bei seinen Adoptiveltern, gespielt von Mary-Louise Parker und Nick Offerman, in einer überwiegend weißen Nachbarschaft in Kalifornien aufwächst.

## Filmografie (Auswahl)
- 2012: Found in Time
- 2014: Every Secret Thing
- 2014: A Little Game
- 2016: Custody
- 2016: The Get Down (Fernsehserie, 3 Folgen)
- 2017: Wonderstruck
- 2019: Blue Bloods – Crime Scene New York (Blue Bloods, Fernsehserie, 2 Folgen)
- 2019–2020: The Bug Diaries (Fernsehserie)
- 2020: Vampires vs. the Bronx
- 2021: Colin in Black & White (Fernsehserie, 6 Folgen)
- 2023: Shelter – Der Schwarze Schmetterling (Harlan Coben's Shelter, Fernsehserie, 7 Folgen)